# Peter Höver
Peter Höver (* 1957 in Westfalen) ist ein deutscher Journalist. Er war von 2017 bis 2023 der Sprecher der Landesregierung von Schleswig-Holstein.
Höver war von 1981 bis 2000 Redakteur bei den Kieler Nachrichten und ab 1989 als Korrespondent im Landeshaus Kiel. Ein Artikel von ihm in den Kieler Nachrichten vom 26. November 1986 über den Verkauf von U-Boot-Blaupausen durch die Howaldtswerke-Deutsche Werft in Kiel nach Südafrika löste die U-Boot-Affäre aus.
Von 2000 bis 2017 leitete er das Verlagsbüro des Schleswig-Holsteinischen Zeitungsverlags in Kiel. Zudem war er von 1986 bis 2017 Vorstandsmitglied der Landespressekonferenz Schleswig-Holstein (zwischen 1996 und 2005 sowie zwischen 2010 und 2017 als Sprecher). Zwischen 2002 und 2004 war er stellvertretender Vorsitzender des Schleswig-Holsteinischen Journalistenverbands. Von 2013 bis 2016 war er Mitglied im Deutschen Presserat.
Ab dem 28. Juni 2017 war er Regierungssprecher in der Staatskanzlei des Landes Schleswig-Holstein unter Ministerpräsident Daniel Günther (CDU). Er folgte Carsten Maltzan nach. Ende Juni 2023 trat Höver in den Ruhestand ein. Ihm folgte Vivien Albers nach.